# Belgijscy arcymistrzowie szachowi
Lista belgijskich szachistów, posiadających tytuły arcymistrzów (GM) i arcymistrzyń (WGM), zarówno w grze klasycznej, korespondencyjnej, kompozycji szachowej, jak i w rozwiązywaniu zadań szachowych oraz tytuły arcymistrzów honorowych (HGM), przyznawanych za osiągnięcia w przeszłości. Obejmuje także zawodników, którzy barwy Belgii reprezentowali tylko w pewnym okresie swojego życia.

## Szachy klasyczne

### arcymistrzowie
| Zawodnicy                 | Rok urodzenia | Rok śmierci | Rok nadania | Uwagi                                |
| ------------------------- | ------------- | ----------- | ----------- | ------------------------------------ |
| Władimir Czuczełow        | 1969          |             | 1995        | wcześniej ZSRR i Rosja               |
| Alexandre Dgebuadze       | 1971          |             | 2000        | wcześniej ZSRR i Gruzja              |
| Andrija Fuderer           | 1931          | 2011        | 1990        | tytuł honorowy, wcześniej Jugosławia |
| Michaił Gurewicz          | 1959          |             | 1986        | wcześniej ZSRR, obecnie Turcja       |
| George Koltanowski        | 1903          | 2000        | 1988        | później Stany Zjednoczone            |
| Wadim Małachatko          | 1977          |             | 1999        | wcześniej Ukraina                    |
| Bart Michiels             | 1986          |             | 2014        |                                      |
| Albéric O’Kelly de Galway | 1911          | 1980        | 1956        |                                      |
| Luc Winants               | 1963          |             | 1998        |                                      |

### arcymistrzynie
| Zawodniczki  | Rok urodzenia | Rok śmierci | Rok nadania | Uwagi                                     |
| ------------ | ------------- | ----------- | ----------- | ----------------------------------------- |
| Anna Zozulia | 1980          |             | 2000        | wcześniej Ukraina, +mistrz międzynarodowy |

## Szachy korespondencyjne

### arcymistrzowie
| Zawodnicy                 | Rok urodzenia | Rok śmierci | Rok nadania | Uwagi                  |
| ------------------------- | ------------- | ----------- | ----------- | ---------------------- |
| Josef Boey                | 1934          | 2016        | 1975        | +mistrz międzynarodowy |
| Marc Geenen               | 1961          |             | 2000        | +mistrz FIDE           |
| Valeer Maes               | 1946          |             | 1988        |                        |
| Albéric O’Kelly de Galway | 1911          | 1980        | 1962        | +arcymistrz            |
| Christophe Pauwels        | 1972          |             | 2009        |                        |
| Richard Polaczek          | 1965          |             | 1994        | +mistrz międzynarodowy |